# طوطیچه نوک‌تیره
طوطیچه نوک‌تیره (نام علمی: Forpus modestus) نام یک گونه از سرده طوطیچه‌ها است.